# Principato di Sedan
Il principato di Sedan è stato un principato indipendente durante il Rinascimento in Francia.

## Geografia
Il principato di Sedan comprendeva:
- il principato propriamente detto costituito da Balan, Bazeilles, La Chapelle, Daigny, Douzy, Fleigneux, Francheval, Givonne, Illy, La Moncelle, Pouru-Saint-Remy, Rubécourt, Sedan e Villers-Cernay;
- l'antica sovranità di Raucourt costituita da Angecourt, Haraucourt, Bulson, Raucourt, Thelonne e Noyers-Pont-Maugis, Wadelincourt;
- la sovranità di Saint-Menges.

## Storia

### L'evoluzione verso la sovranità delle terre di Sedan
Nel Medioevo, Sedan dipendeva dal feudo di Mouzon il cui Signore era il re di Francia. I Signori di Sedan erano dunque dei vassalli. La città si sviluppava tra il castello di Sedan e la Mosa. La costruzione del castello di Sedan cambierà il legame con l'Abbazia di Mouzon: i signori di Sedan diventano a poco a poco padroni. Nel 1484, i La Marck ricevettero il ducato di Bouillon facendosi chiamare duchi di Bouollon nel 1492: il ducato si distaccò dal principato di Liegi, mentre il principe-vescovo John Hornes, era occupato nel ripristino della zona di Liegi rovinata dalla distruzione e dal disordine del regno del suo predecessore, Luigi di Borbone. Nel 1521, le truppe di Carlo V conquistarono la fortezza di Bouillon, ma l'imperatore tedesco lasciò all signore di Sedan 18 villaggi intorno a Francheval.
Robert IV de La Marck estese questa politica di espansione. Nel 1547 in particolare, scambiò con il re di Francia dei terreni intorno Mouzon con i paesi della terra di Sedan. Nelle lettere che formalizzavano questo scambio, Enrico II riconobbe il diritto di sovranità sulle terre cedute. Nel 1549, acquisì una signoria sul maniero di Raucourt da Claude de Foix, contessa di Rethel e moglie di Carlo del Lussemburgo. L'acquisizione della sovranità su Raucourt permise alla casa di La Marck di fare un passo decisivo verso la sovranità globale del territorio di Sedan. Robert de La Marck acquisì il titolo di sovrano il 28 agosto 1549, in occasione di un torneo fra i signori d'Aguerre e di Fendilles. Questi due signori in lite fra loro avevano chiesto al re di Francia di beneficiare dell'ordalia per risolvere la questione. Enrico II che aveva vietato questo tipo di prova a causa del duello del 10 luglio 1547 segnato dalla famosa pugnalata alle spalle data da Guy Chabot de Jarnac al suo avversario François de Vivonne de La Châtaigneraie, negò loro la facoltà di battersi in Francia, ma chiese al signore di Sedan di organizzare il duello sulle sue terre. D'Aguerre ne uscì vittorioso e il duello si concluse con una relazione che puntualizzò più volte la sovranità di Robert de la Marck.
(Louis de Rouvroy, duc de Sain-Simon)
, scriveva Louis de Rouvroy de Saint-Simon (che non amava i principi di Sedan), nelle sue memorie.Egli diceva anche 
(Louis de Rouvroy, duc de Saint-Simon)
Robert de La Marck si dichiara sovrano sulle sue terre, ma non si attribuisce ancora il titolo di principe. Il passo sarà fatto dai suoi discendenti.

### Il principato di Sedan e il protestantesimo
Quando il casato di La Marck proclamò la sua sovranità sulle terre di Sedan, nulla tradì la presenza di un pastore o di rifugiati protestanti in città o nei villaggi circostanti. La questione religiosa non si pose ancora. Ma l'affermazione dell'indipendenza dello staterello fece affluire i riformatori. Questo fu il primo rifugio fuori della Francia a nord-est del regno, e anche se i principi erano ancora cattolici, la loro tolleranza era nota.
Il 1º marzo 1562, il duca di Guisa e le sue truppe perpetrarono la strage di Wassy. L'afflusso di rifugiati calvinisti aumentò a Sedan. Mentre Henri-Robert de La Marck è al servizio del re di Francia come governatore in Normandia, sua moglie Françoise de Bourbon-Vendôme permette loro di stabilirsi nel suo principato. Al suo ritorno a Sedan a fine 1562, Henri-Robert de La Marck si accorge dell'afflusso di questi rifugiati e anche delle prime conversioni nella popolazione nativa.
Il 19 marzo 1563 Henri-Robert de La Marck e Françoise de Bourbon-Vendôme proclamano la libertà di culto cattolico e protestante nel loro principato. Loro stessi si convertono al protestantesimo senza tanti clamori.

### La cessione del principato al re di Francia
Nel 1602 il principe di Sedan, Enrico de La Tour d'Auvergne, è coinvolto nella cospirazione di Carlo di Gontaut e, nel 1604 nel complotto della marchesa di Verneuil, Catherine Henriette de Balzac d'Entragues e le sue terre vennero confiscate.
Nel 1606, Enrico IV organizzò una spedizione contro Sedan. Enrico de La Tour d'Auvergne implorò il suo perdono e recuperò così i suoi beni ma nel 1613 partecipò alla ribellione dei principi. Nel 1630 i suoi figli parteciparono alla cospirazione di Gaston de France e nel 1641 ebbe luogo la battaglia della Marfée che vide la vittoria delle truppe del principato contro quelle del re di Francia. Frédéric Maurice de La Tour d'Auvergne partecipò alla cospirazione di Cinq-Mars nel 1642 in seguito alla quale il principato venne nuovamente attaccato dalla Francia.
Il 20 marzo 1651 il re Luigi XIV, per il bene dello Stato e al fine di coprire il confine della Champagne, a seguito della delibera del defunto re suo padre, Luigi XIII, acquisì i principati di Sedan e Raucourt con le loro pertinenze e dipendenze in cambio di altri territori in Francia.
Un decreto del parlamento di Parigi, emanato dal procuratore generale Daguesseau nel 1709, ricorda la sovranità del re di Francia.

## Signori, principi e governatori di Sedan

### Signori di Sedan (fino al 1560)

#### Casa di La Marck
- 1420-1440 : Évrard II de La Marck-Arenberg
- 1440- : Jean II de La Marck
- -1487 : Robert Ier de La Marck
- 1497-1536 : Robert II de La Marck
- 1536-1537 : Robert III de La Marck
- 1537-1556 : Robert IV de La Marck
- 1556-1560 : Henri-Robert de La Marck (1540-1574) sposò Françoise de Bourbon-Vendôme nel 1559.

### Principi di Sedan (1560-1642)

#### Casa di La Mark
- 1560-1574 : Henri-Robert de La Marck (1540-1574) fu il primo principe di Sedan.
- 1580-1588 : Guillaume-Robert de La Marck (1563-1588)
- 1588-1594 : Charlotte de La Marck (1574-1594) sposò Enrico de La Tour d'Auvergne nel 1591. Charles-Robert de La Marck (1541-1622), conte di Maulévrier e conte di Braine, secondogenito di Robert IV de La Marck e cattolico succedette alla morte del nipote.

#### Casa di La Tour d'Auvergne
- 1591-1623 : Enrico de La Tour d'Auvergne (1555-1623) sposò in seconde nozze Élisabeth de Nassau.
- 1623-1626 : Élisabeth de Nassau, reggente
- 1626-1642 : Frédéric-Maurice de La Tour d'Auvergne (1605-1652) sposò Éléonore-Fébronie de Berg.

### Governatori dopo l'annessione alla Francia
- 1642-1662 : Abraham de Fabert d'Esternay
- 1662-1692 : Georges de Guiscard, conte de la Bourlie
- 1692-1720 : Louis Guiscard, figlio del precedente
- 1720-1725 : Jacques Eléonor Rouxel de Grancey
- 1725-1739 : François de Franquetot de Coigny
- 1739-1664 : François d'Harcourt, pronipote materno del maresciallo Fabert
- 1764 : Jean Pierre d'Harcourt
- Guy-André-Pierre de Montmorency-Laval

## Un principato protestante

### I pastori protestanti
- Guido de Brês (1562)
- Pierre Dumoulin (1621-1658)
- Pierre Jurieu (1675-1681)

I principi di Sedan fondarono l'Accademia di Sedan.

### Rifugiati protestanti
Alcuni dei numerosi protestanti che si rifugiarono a Sedan dopo il Massacro di San Bartolomeo:
- Nicaise Le Febvre
- Philippe Duplessis-Mornay
- Anne d'Alègre e suo figlio Guy XX de Laval
- Elisabeth de Hauteville, sposa di Odet de Coligny
- Le figlie di Massimiliano di Béthune
- Jean Errard
- Pierre Pithou
- Luigi di Borbone-Soissons
- Federico V del Palatinato

### Artigianato
Dal XVI al XVII secolo i principi di Sedan batterono moneta e incoraggiarono la costruzione di armi, la fabbricazione di stoffe di lana, il ricamo detto punto di Sedan e l'orologeria. Stampatori protestanti come Jean Jannon si stabilirono nel principato e Bernard Palissy vi eseguì le sue ricerche sugli smalti.